# San Cristóbal de las Casas
San Cristóbal de las Casas é um município do estado do Chiapas, no México. A população do município calculada no censo 2005 era de 166.460 habitantes.
Situada num vale das terras altas de Chiapas, a bela cidade de San Cristóbal de las Casas possui casas baixas, ruas empedradas e frescos pátios em que florescem buganvílias. É um dos destinos mais populares do sul do México. Muito próximo, em San Juan Chamula, com a sua igreja de Guadalupe, respira-se uma atmosfera de cera, aguardente e resina de copal.